# Emani 22
Emani Johnson (ur. 27 grudnia 1998 w Los Angeles, zm. 12 października 2021 tamże) – amerykańska piosenkarka R&B znana pod pseudonimem Emani 22.

## Życiorys
Johnson urodziła się 27 grudnia 1998 roku w Los Angeles w Kalifornii. Swoją karierę muzyczną rozpoczęła w 2017 roku i kontynuowała ją aż do swojej nagłej śmierci w 2021 roku. Wystąpiła w 2018 roku na mixtape'ie rapera i piosenkarza Trippie Redda A Love Letter to You 3, w utworach: „Emani's Interlude” i „Fire Starter”. Mixtape zajął 3. miejsce na prestiżowej liście Billboard 200. Johnson wydała swój solowy album The Color Red w 2020 roku. 

### Śmierć
Johnson zmarła 12 października 2021 r. w wypadku samochodowym w wieku 22 lat w Los Angeles w Kalifornii.